# Милберн, Алан
Алан Милберн (англ. Alan Milburn; род. 27 января 1958, Тау-Лоу, графство Дарем, Англия) — британский политик-лейборист. Родился в городе Тау-Лоу, графство Дарем, детство провёл в городе Ньюкасл-апон-Тайн Окончил Ланкастерский университет. Член парламента с 1992 по 2010.
В 1997 году назначен государственным министром в Департаменте здравоохранения, нёс ответственность за управление частными финансовыми инициативами в больницах. 
С 1998 по 1999 — Главный секретарь Казначейства.
С 1999 по 2003 — Министр здравоохранения.
С 2004 по 2005 — Министр Кабинета министров, Канцлер герцогства Ланкастерского.
В марте 2015 года Милберн стал канцлером Ланкастерского университета.